# 维鲁萨
维鲁萨（Wilusa，赫梯语：URUWi-lu-ša）是青铜时代晚期位于小亚细亚西部亚苏瓦盟的一座城邦。
在现存的公元前13世纪的赫梯文献中，维鲁萨之名多次出现。一些学者认为维鲁萨可以对应特洛伊VIIa考古遗址，也即是特洛伊战争史诗集群中所描述的特洛伊。赫梯语中的Wilusa被认为可能与希腊语中表示特洛伊的Ilios/Ilion (Ἴλιος, Ἴλιον)同源。